# Lannea obovata
Lannea obovata är en sumakväxtart som först beskrevs av Daniel Oliver, och fick sitt nu gällande namn av Adolf Engler. Lannea obovata ingår i släktet Lannea och familjen sumakväxter. Inga underarter finns listade i Catalogue of Life.